# Peter Bol (Leichtathlet)
Nagmeldin „Peter“ Bol (* 22. Februar 1994 in Khartum, Sudan) ist ein australischer Leichtathlet, der sich auf den 800-Meter-Lauf spezialisiert hat. Auf dieser Distanz ist er Inhaber des Ozeanienrekords.

## Leben
Peter Bol wurde als Nagmedlin Bol in der sudanesischen Hauptstadt Khartum geboren. Als er vier Jahre alt war, flüchteten seine Eltern mit ihm vor den anhaltenden Kämpfen im Bürgerkriegsland und lebten fortan etwa vier Jahre lang in einem Flüchtlingscamp in Ägypten, bevor sie nach Australien gingen und zunächst in Toowoomba, im Territorium Queensland ankamen. Später ließen sie sich in der Stadt Perth nieder. Dort besuchte Bol die High School und begann am selben Ort mit der Leichtathletik, nachdem ein Lehrer an der Schule ihm nahelegte, sich auf den Laufsport zu konzentrieren. Dafür ließ er die andere große Leidenschaft aus seiner Kindheit, das Basketballspielen, fallen. Aufgrund seines Standorts an der australischen Westküste konnte er nur an wenigen örtlichen Wettkämpfen teilnehmen und musste zudem ohne die Anleitung eines Trainers auskommen. 2015 zog er schließlich nach Melbourne um, wo er unter der Anleitung Justin Rinaldis das Traning aufnahm, der unter anderem auch den Halter des 800-Meter-Nationalrekords, Alexander Rowe, zu seinen Schützlingen zählt. An der Curtin University in seiner Heimatstadt erlangte er einen Abschluss in Baumanagement.

## Sportliche Laufbahn
Im Jahr 2011 nahm Bol, damals noch an der Westküste lebend, erstmals an Wettkämpfen in der Region teil. Damals konnte er bei den Westaustralischen Meisterschaften über 800 und 1500 Meter siegen. 2012 verbesserte er seine 800-Meter-Zeit bei den regionalen Juniorenmeisterschaften auf 1:54,26 min. 2013 fanden in seiner Heimatstadt die australischen U20-Meisterschaften statt. Während er über 400 Meter dabei den vierten Platz belegte, konnte er über die 800 Meter mit Bestzeit in 1:48,90 min als Sieger hervorgehen. Im April trat er zudem bei den australischen Meisterschaften der Erwachsenen an und konnte über 800 Meter auch in das Finale einziehen, belegte darin allerdings den letzten Platz. Ein Jahr später verbesserte er sich bei den gleichen Meisterschaften, diesmal in Melbourne, auf den fünften Platz und lief ebenfalls 2014 erstmals eine Zeit unter 1:48,00 min. Bereits zeitig in der Saison 2015 konnte er seine letzte Bestmarke mit 1:46,51 min deutlich unterbieten, wenngleich er diese Zeit im weiteren Verlauf des Jahres nicht nochmal bestätigen konnte. 2015 nahm er zudem erstmals an Wettkämpfen auf dem Europäischen Kontinent während des Sommers teil.
2016 war Bol einer von vier australischen Sportlern, die die Qualifikationsnorm für die Olympischen Sommerspiele in Rio gelaufen waren, jedoch nur maximal drei Athleten pro Nation zur Teilnahme berechtigt waren. Schlussendlich gehörte er zu einem der drei australischen Starter über die 800 Meter bei den Olympischen Spielen. Im Vorfeld dieser verbesserte er sich in Belgien bis auf 1:45,41 min. Bei den Spielen im August blieb er dann im Vorlauf allerdings fast vier Sekunden hinter jener Bestzeit zurück und schied somit abgeschlagen als Sechster seines Vorlaufs aus. 2017 verbesserte sich Bol im Juli bei einem Wettkampf in Mannheim bis auf 1:45,21 min und erfüllte damit auch die Norm für die Weltmeisterschaften in London. Dabei zeigte sich ein ganz ähnliches Bild wie ein Jahr zuvor in Rio. Erneut blieb er etwa vier Sekunden hinter seiner kurz vor dem Saisonhöhepunkt aufgestellten Bestleistung zurück und schied als Siebter seines Vorlaufs aus. 2018 belegte er im Februar bei den australischen Meisterschaften in Gold Coast den siebten Platz. Am selben Ort fanden zwei Monate später die Commonwealth Games statt, für deren Qualifikation Bols Leistungen nicht genügten. Im Juni konnte er in Stockholm hingegen eine neue Bestzeit von 1:44,56 min aufstellen, mit der er auf den fünften Platz der australischen Bestenliste über 800 Meter rutschte. 2019 wurde Bol im April erstmals Australischer Meister über die 800 Meter und nahm im September an den Weltmeisterschaften in Doha teil. Dabei kam er im Vorlauf diesmal auf eine bessere Zeit, dennoch reichte es nur für den fünften Platz im Vorlauf und damit das Aus vor dem Halbfinale.
2021 wurde Bol zum zweiten Mal nach 2019 Australischer Meister im 800-Meter-Lauf. Im Juni lief er in Frankreich eine Zeit von 1:44,62 min und qualifizierte sich damit zum zweiten Mal für die Olympischen Sommerspiele. In Tokio steigerte er sich im Vorlauf und im Halbfinale gleich zweimal. Das Finale steigerte er den Kontinentalrekord Ozeaniens auf 1:44,11 min und verpasste darin als Vierter nur knapp die Medaillenränge. 2022 trat er in den USA bei seinen zweiten Weltmeisterschaften an und konnte sein erstes WM-Finale erreichen. Darin belegte er in 1:45,51 min den siebten Platz. Anfang August konnte er bei den Commonwealth Games in Birmingham die Silbermedaille gewinnen.
Im Oktober 2022 wurde eine seiner Urinproben positiv auf die verbotene Substanz EPO getestet. Bol wurde jedoch, nachdem Fehler im Testverfahren entdeckt wurden, von den Vorwürfen befreit und seine Sperre wurde aufgehoben.
2023 startete Bol bei den Weltmeisterschaften in Budapest, wobei er nach dem Vorlauf über 800 Meter ausschied.

## Wichtige Wettbewerbe
| Jahr                   | Veranstaltung           | Ort                    | Platz                  | Disziplin              | Zeit                   |
| Startet für Australien | Startet für Australien  | Startet für Australien | Startet für Australien | Startet für Australien | Startet für Australien |
| ---------------------- | ----------------------- | ---------------------- | ---------------------- | ---------------------- | ---------------------- |
| 2016                   | Olympische Sommerspiele | Rio de Janeiro         | 52.                    | 800 m                  | 1:49,36 min            |
| 2017                   | Weltmeisterschaften     | London                 | 33.                    | 800 m                  | 1:49,65 min            |
| 2019                   | Weltmeisterschaften     | Doha                   | 31.                    | 800 m                  | 1:46,92 min            |
| 2021                   | Olympische Sommerspiele | Tokio                  | 4.                     | 800 m                  | 1:45,92 min            |
| 2022                   | Weltmeisterschaften     | Eugene                 | 7.                     | 800 m                  | 1:45,51 min            |
| 2022                   | Commonwealth Games      | Birmingham             | 2.                     | 800 m                  | 1:47,66 min            |
| 2023                   | Weltmeisterschaften     | Budapest               | 31.                    | 800 m                  | 1:46,75 min            |

## Persönliche Bestleistungen
Freiluft
- 600 m: 1:16,26 min, 25. Januar 2019, Glendale
- 800 m: 1:44,00 min, 18. Juni 2022, Paris
- 1000 m: 2:18,79 min, 2. März 2021, Melbourne
- 1500 m: 3:34,52 min, 8. Juli 2023, Décines-Charpieu

Halle
- 800 m: 1:47,70 min, 12. Februar 2019, Ostrava